# Nowy Styl
Nowy Styl (dawniej Grupa Nowy Styl) – polskie przedsiębiorstwo meblarskie.

## Historia
Firma Nowy Styl została założona w 1992 roku w Krośnie przez braci Adama i Jerzego Krzanowskich, dziś prezesa i do 2024 wiceprezesa przedsiębiorstwa. Razem z amerykańskim partnerem Ronaldem Sternem są jego jedynymi udziałowcami. W 2011 roku firma przejęła niemieckiego producenta ergonomicznych krzeseł Sato Office, właściciela marki Grammer Office, a w 2013 roku inną niemiecką spółkę, producenta mebli biurowych, krzeseł, a także foteli i sof – Rohde & Grahl.
W 2014 roku firma sfinalizowała zakup 50% udziałów tureckiej firmy produkcyjno-dystrybucyjnej TCC – The Chair Company. W 2015 r. Grupa dołączyła do swojego portfolio kolejną spółkę – SITAG AG ze Szwajcarii. W 2018 r. Grupa stała się większościowym udziałowcem (60%) spółki Stylis Dubai, którą utworzyła z partnerem handlowym z Bliskiego Wschodu. W styczniu 2019 roku do Nowego Stylu dołączyła niemiecka spółka Kusch+Co. W czerwcu 2019 roku firma zainwestowała na rynku francuskim, przejmując spółkę Majencia – lidera w dziedzinie mebli biurowych i przestrzeni pracy na francuskim rynku.
Pod koniec 2019 r. firma rozpoczęła proces rebrandingu, decydując się na odejście od używania „Grupy” na określenie marki parasolowej. W portfolio pozostały tylko te marki, które są rozpoznawane na rynkach zagranicznych. Pozostałe zostały wygaszone i stały się częścią międzynarodowego brandu – Nowy Styl.
Nowy Styl zatrudnia obecnie ponad 7000 pracowników i ma swoje przedstawicielstwa w 16 krajach: Polsce, Niemczech, Holandii, Francji, Szwajcarii, Austrii, Belgii, Wielkiej Brytanii, Czechach, Słowacji, Rosji, Ukrainie, Turcji, Kazachstanie, na Węgrzech i w Zjednoczonych Emiratach Arabskich. Jej główny potencjał produkcyjny tworzą zakłady zlokalizowane w Polsce na Podkarpaciu (4 fabryki w Jaśle i 1 w Rzepedzi o pow. prawie 100 tys. mkw, w tym otwarta w 2014 roku w pełni zautomatyzowana fabryka mebli biurowych), ale też fabryki w Niemczech (Voigtei/Steyerberg, Ebermannsdorf, Hallenberg), Francji (Noyon, Bressuire), Szwajcarii (Sennwald), Rosji (Shebekino), na Ukrainie (Charków) i w Turcji (Bursa).

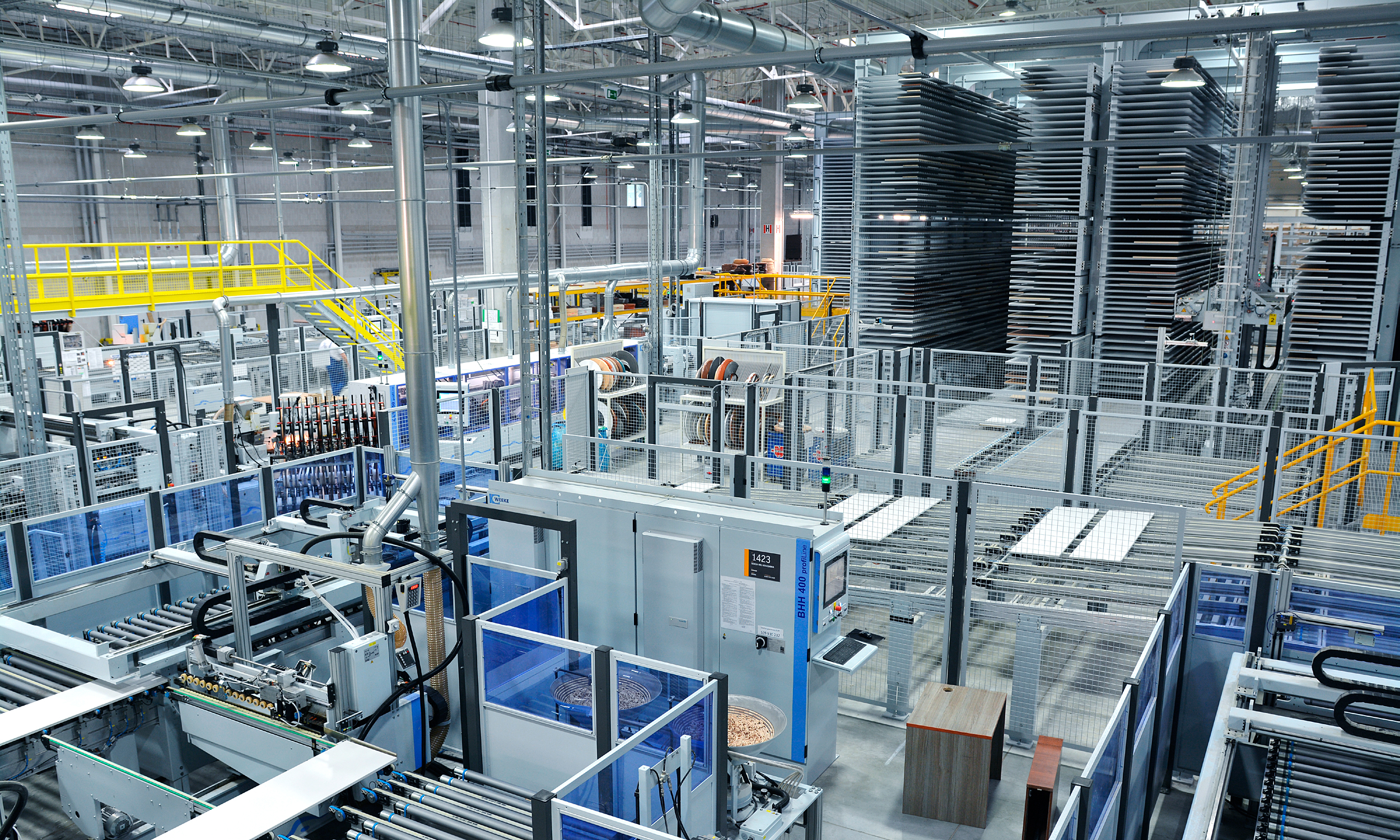
Fabryka Mebli Biurowych Nowego Stylu w Jaśle

W Jaśle firma posiada własne Centrum Badawczo-Rozwojowe, w którym testuje i rozwija technologie dla produkcji i rozwiązania produktowe. Nowy Styl współpracuje też z uczelniami i instytucjami naukowymi, w tym: Akademią Górniczo-Hutniczą w Krakowie, Akademią Leona Koźmińskiego, Politechniką Rzeszowską, Uniwersytetem Ekonomicznym w Krakowie, Państwową Wyższą Szkołą Zawodową w Krośnie, Szkołą Główną Gospodarstwa Wiejskiego w Warszawie, Wyższą Szkołą Informatyki i Zarządzania w Rzeszowie. Korzysta z ich infrastruktury badawczej, jest merytorycznym partnerem kierunków i specjalizacji, oferuje praktyki i staże.

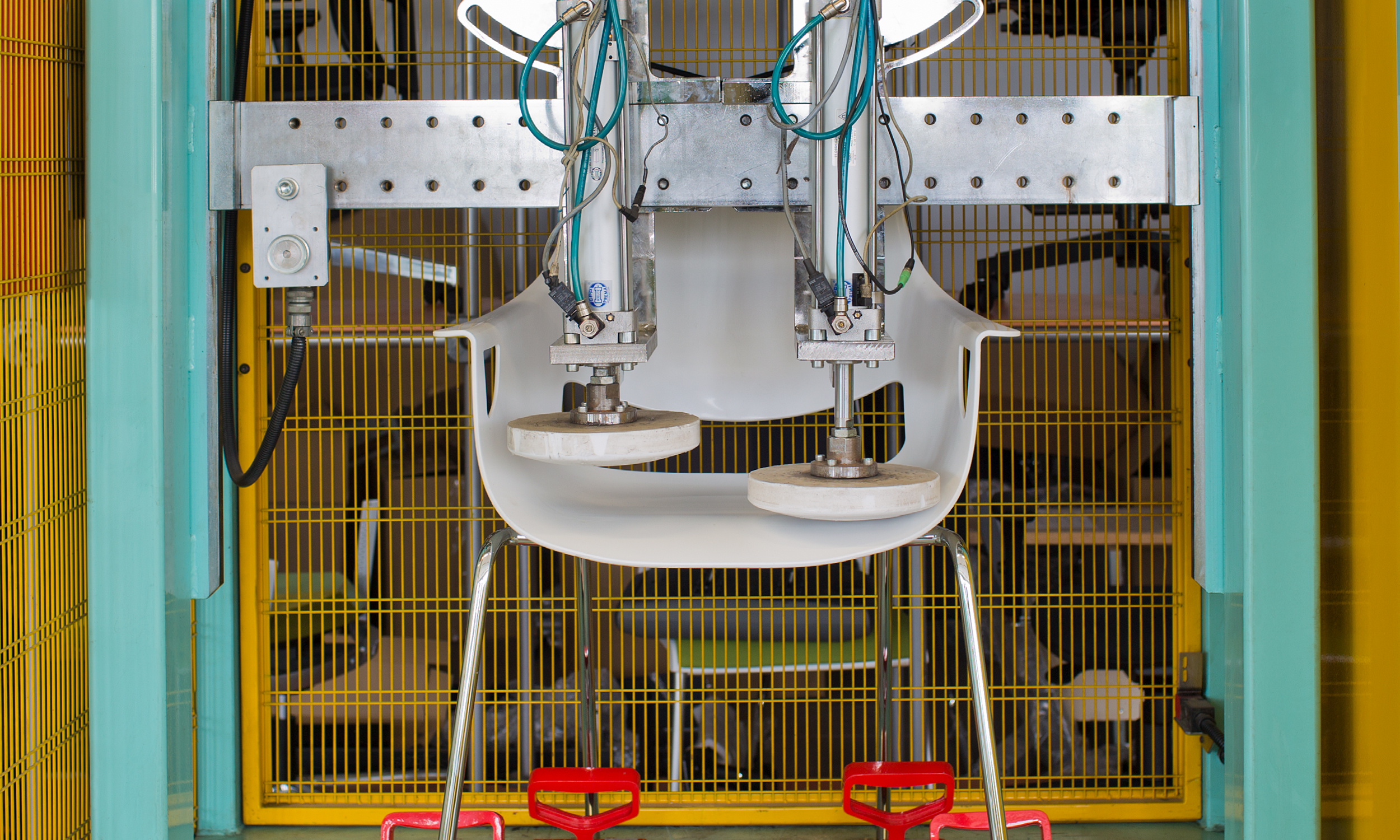
Centrum Badawczo-Rozwojowe Nowego Stylu

We wrześniu 2014 r. otwarta została Fabryka Mebli Biurowych Nowego Stylu w Jaśle.
W 2016 r. Nowy Styl utworzył wewnętrzne Centrum Badawczo-Rozwojowe, które skupia ekspertów zajmujących się rozwojem technologii produkcyjnych i innowacji produktowych.

## Profil firmy
Przedsiębiorstwo posiada portfolio mebli biurowych: systemy mebli biurowych, ergonomiczne fotele i krzesła biurowe, soft seating dla stref spotkań, meble konferencyjne, recepcyjne i kawiarniane. Dodatkowo, dzięki akwizycjom wzbogaciła swoją ofertę o produkty dla innych segmentów:
- audytoria – mobilne trybuny i systemy widowni dla sal audytoryjnych i obiektów sportowych
- kultura i edukacja – siedziska audytoryjne i kinowe
- hotele – kompleksowe wyposażenie, realizacje ograniczone do Bliskiego Wschodu
- transport – siedziska dla lotnisk i terminali pasażerskich
- zdrowie – szpitale, ośrodki opieki, placówki medyczne

## Marki
Nowy Styl z nową identyfikacją wizualną – główny i kluczowy międzynarodowy brand na rynkach profesjonalnych, który zarazem staje się „marką grupową”, przejmując rolę Nowy Styl Group.
Kusch+Co by Nowy Styl – międzynarodowy brand z designerskimi meblami, adresowany przede wszystkim do architektów, posiadający także specjalistyczne produkty dla terminali pasażerskich oraz sektora opieki zdrowotnej.
Forum by Nowy Styl – międzynarodowy brand, który wyposaża w siedziska i trybuny teleskopowe wielkie stadiony i hale sportowe, sale koncertowe, kina, teatry oraz audytoria.

## Nagrody
Wśród najważniejszych są: Red Dot Design Award (2016 – Play&Work, SitagTeam), German Design Award (2018- Play&Work, 2019 – Xilium, LinkUP, 8600 Lupino), Iconic Awards (2017 – Levitate, Tapa), iF Design Award (2016-CX 3200).
Wybrane nagrody:

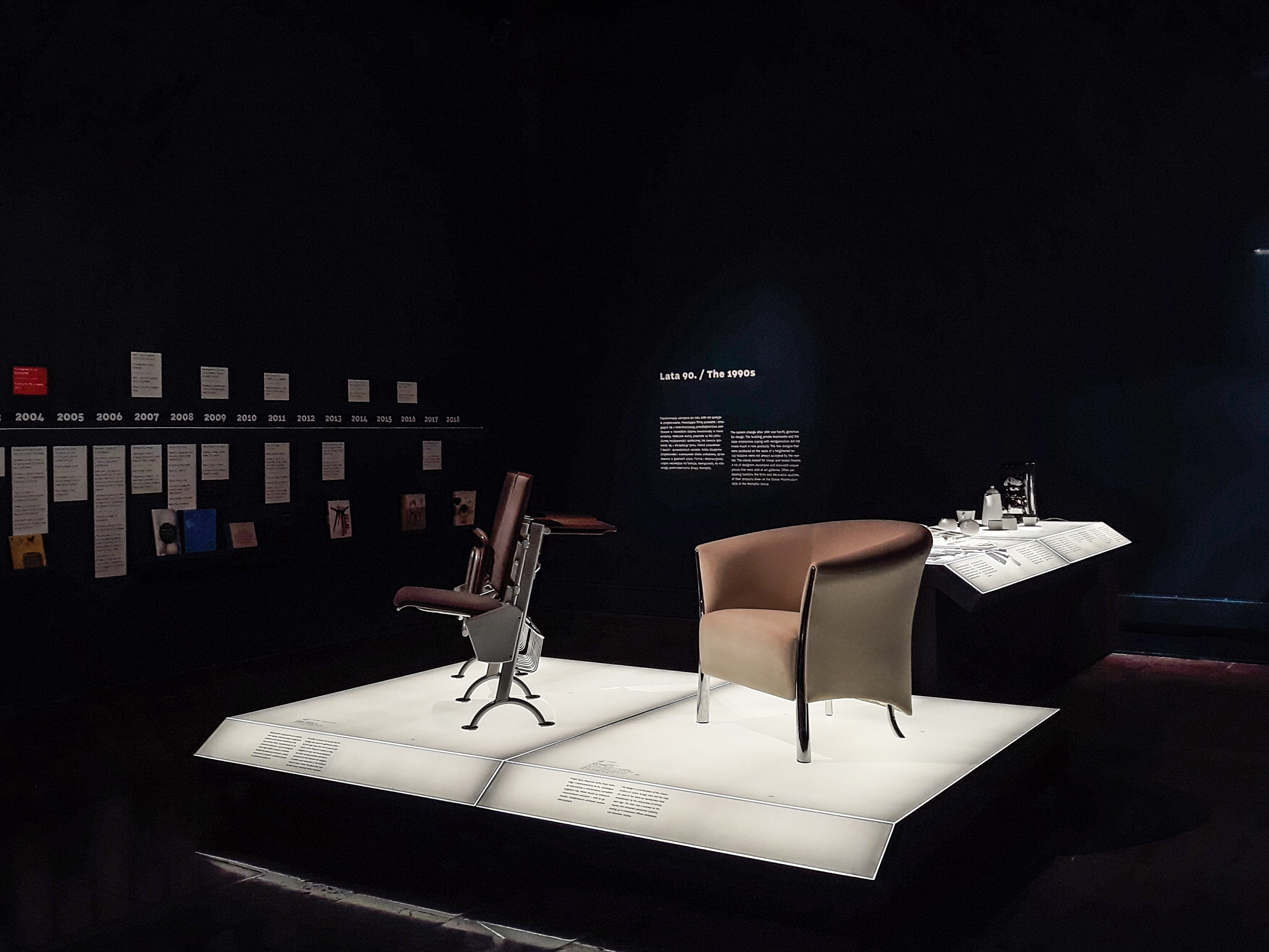
Cello i Vision wśród ikon polskiego wzornictwa na wystawie w Muzeum Narodowym w Krakowie

- 2019 – nagroda BrandMe CEO i tytuł „Liderów XXI wieku” dla Adama i Jerzego Krzanowskich w konkursie magazynu „Forbes”[12]
- 2019 – I miejsce w rankingu Polski Ambasador tygodnika „Wprost”[13]
- 2017 – Lider Zrównoważonego Rozwoju 2017 od Executive Club[14]
- 2016 – tytuł Liderów Jutra 2016 dla Adama i Jerzego Krzanowskich w konkursie Instytutu ICAN i redakcji Harvard Business Review Polska
- 2015 – tytuł Wizjonerów 2015 w konkursie „Dziennika Gazety Prawnej”
- 2014 – tytuł Przedsiębiorca Roku EY 2014 dla Adama Krzanowskiego

## Światowe realizacje

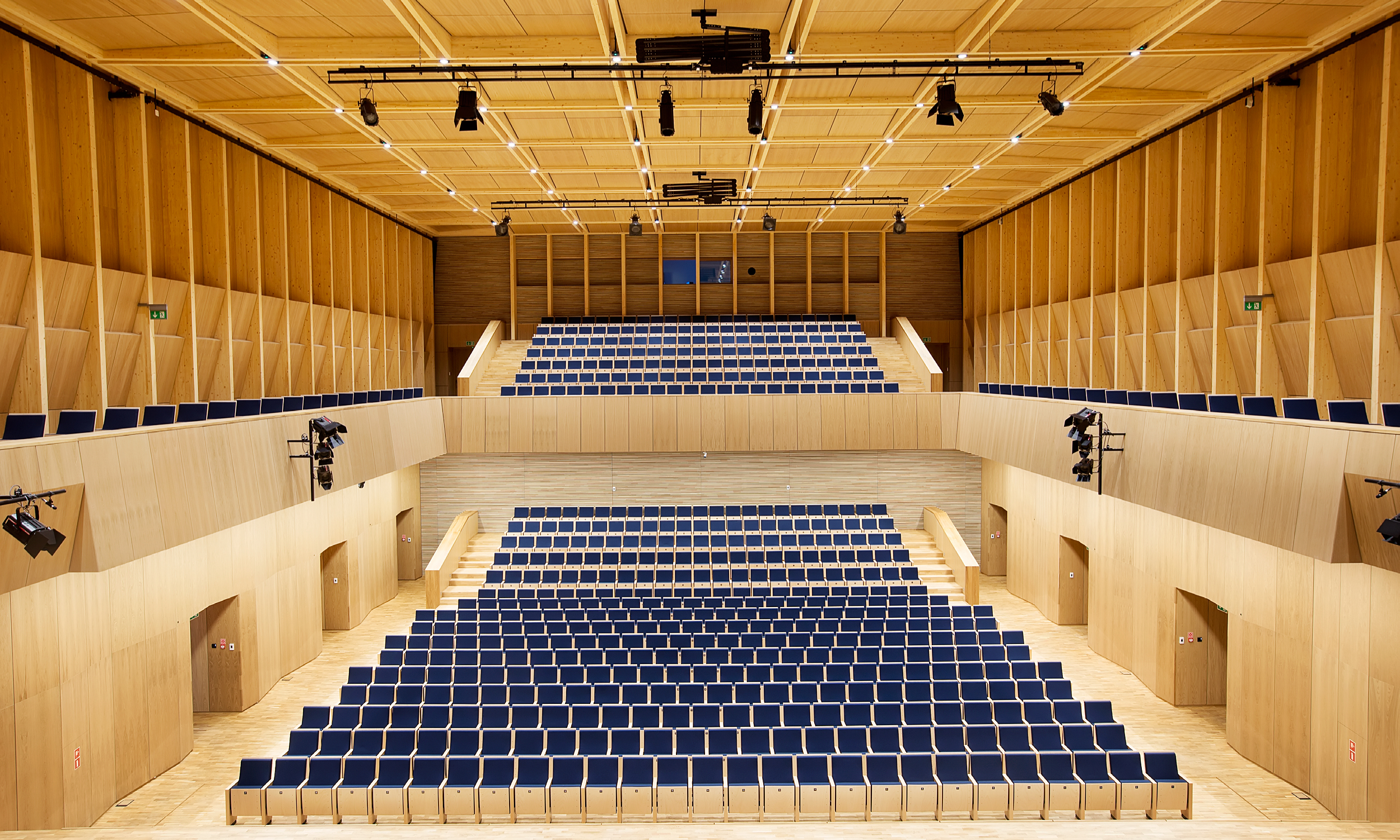
Sala koncertowa Europejskiego Centrum Muzyki Krzysztofa Pendereckiego

Meble Nowego Stylu znajdują się w biurach międzynarodowych korporacji, m.in. ABB, Honeywell, Deloitte, DS Smith czy T-Mobile, we wnętrzach instytucji kulturalnych, m.in.
- Narodowej Orkiestry Symfonicznej Polskiego Radia w Katowicach
- Europejskim Centrum Muzyki Krzysztofa Pendereckiego w Lusławicach
- Narodowe Forum Muzyki we Wrocławiu
- CKK Jordanki
- Opery Bawarskiej

Krzesełka marki Forum Seating należącej do Nowego Stylu wypełniły też stadiony, na których odbyły się Mistrzostwa Europy w Piłce Nożnej w 2012 i 2016 r. (w Polsce: Stadion Narodowy, PGE Arena Gdańsk, Stadion Miejski we Wrocławiu, Stadion w Poznaniu, we Francji: Allianz Riviera w Nicei, Parc OL w Lyonie).
W 2017 r. firma udzieliła licencji na produkcję swoich krzesełek stadionowych katarskiemu producentowi Coastal Qatar, razem z którym wygrała przetargi na dostawę siedzisk na 6 z 7 aren budowanych na Mistrzostwa Świata w Piłce Nożnej w 2022 r. Część kontraktu zrealizowana bezpośrednio przez Nowy Styl.
Arena Națională w Bukareszcie, której krzesełka układają się kolorystycznie w barwy rumuńskiej flagi. Aby uzyskać ten efekt, użyto siedzisk w dziewięciu barwach, zamontowanych w płynnie przenikający się sposób.